# Cecotec
Cecotec (Cecotec Innovaciones S.L.) — іспанська компанія, що займається виробництвом побутової техніки. Заснована у 1995 році у Валенсії, Іспанія.

## Історія
Компанія була створена братами Сезаром і Хосе Ортс у 1995 році у Валенсії та спочатку займалася продажем кухонного посуду для приготування їжі. З 2013 року Cecotec розпочав продаж дрібної кухонної техніки.
У 2014 році компанія кардинально змінила напрямок роботи. Брати Ортс вирішили вийти на новий ринок — роботів-пилососів, де їх головним конкурентом був iRobot з флагманом Roomba. Вже в 2016 році бюджетна модель Cecotec Conga випередила Roomba за кількістю продажів, а потім стала одним з продуктів, що найбільше продаються на Amazon Spain в 2017 і 2018 роках.
Незабаром компанія також почала розвивати сегмент кухонних роботів, де кілька років домінував бренд Thermomix. Так Cecotec створили бюджетний аналог Mambo 7090.
На сьогоднішній день бренд Cecotec є більш ніж у 40 країнах Європи, Африки, Азії та Америки.

## Діяльність

### Продукція
Асортимент Cecotec являє собою понад 700 продуктів. На даний момент серед основних категорій продуктів, що випускаються компанією:
- Роботи-пилососи (Conga)
- Вертикальні пилососи (Conga RockStar)
- Кухонні роботи[6] (Mambo)
- Ручні машини
- Техніка для кухні (міксери, блендери, кавоварки, мультиварки, фритюрниці, тостери)
- Техніка для догляду за тілом
- Прасувальні системи та парогенератори

### Показники
З 2014 року товарообіг компанії постійно зростає. Так, у 2014 році компанія здійснила продажі на суму 11,2 млн євро, у 2015 — 14,5 млн євро, у 2016 — 16,8 млн євро, 2017 — 46,8 млн євро, у 2018—111,2 млн євро, у 2019—250 млн євро. Станом на 14 листопада 2019 року в компанії працювало 595 осіб.

### Співробітництво
16 грудня 2019 року інвестиційний банк Banca March зареєстрував короткострокову програму фіксованого доходу для Cecotec на максимальну суму 50 мільйонів євро.
У листопаді 2020 року стало відомо про початок співпраці Cecotec із китайським брендом Huawei. Першим етапом цієї колаборації стало розміщення додатків Cecotec у магазині додатків Huawei AppGallery.

## Критика

### Злам сервера Cecotec з даними користувачів
У 2020 році бренд Cecotec був залучений до одного з найгучніших скандалів Іспанії з кібербезпеки. В інтернеті з'явилася інформація про те, що сервер Cecotec, де зберігалися всі дані користувачів, у тому числі схеми квартир та будинків користувачів з геоданими, було зламано. Незабаром компанія спростувала цю інформацію, заявивши, що пилососи Conga не записують координати, які дозволяють визначити геолокацію. Під час розслідування з'ясувалося, що всі особисті дані користувачів захищені, а на серверах зберігаються лише дані про помилки.